# Celina Jaitley
Celina Jaitley (Mumbai, 24 novembre 1981) è un'attrice indiana, incoronata Miss India nel 2001 e finalista di Miss Universo dello stesso anno.

## Biografia
Nata il 24 novembre 1981 a Shimla, in India, da padre indiano di Punjabi (il colonnello dell'esercito indiano in pensione V.K. Jaitly) e madre afgana (di nome Meeta, psicologa infantile, nonché regina di bellezza), ha un fratello, Vikrant, che lavora nei servizi speciali dell'esercito indiano.
A causa del lavoro del padre, la famiglia si sposta frequentemente in diverse città dell'India. Trascorre alcuni anni della sua infanzia a Berhampur, Orissa e Lucknow, dove frequenta la scuola Montessori della città. Tuttavia la gran parte della sua vita la passa nella parte nordorientale dell'India e nella valle del Kashmir, ma soprattutto a Calcutta. 
L'ambiente militare di cui è circondata la porta ad aspirare in adolescenza a far parte dell'esercito indiano, come medico o pilota, ma la sua carriera volge altrove. In parallelo con gli studi, inizia a lavorare come modella dall'età di 16 anni. Viene incoraggiata a partecipare all'edizione del 2001 del concorso di bellezza Miss India, vincendo la corona. Prosegue e partecipa nello stesso anno a Miss Universo 2001, arrivando tra le finaliste della competizione.
Nel 2003, Celina Jaitley viene scoperta dall'attore e regista Feroz Khan che le offre il ruolo di protagonista nel suo film di debutto Janasheen. Recita in svariati film di Bollywood ed è una delle giurate al Cairo Film Festival 2010. Partecipa anche alla realizzazione di video musicali, tra i quali Oh Kehri di Jazzy B e alcuni video del gruppo pop Bombay Vikings.
È attivista e portavoce del movimento LGBT in India. Ha partecipato a varie attività riguardanti i diritti umani, la salute delle donne e dei bambini. Registra il video musicale The Welcome del 2014, come parte della campagna Free & Equal delle Nazioni Unite contro l'omofobia.

## Vita privata
Il 23 luglio 2011 sposa l'imprenditore alberghiero Peter Haag con i quale ha due figli gemelli Winston e Viraaj nati nel 2012. A maggio 2017, insieme al marito annuncia la nascita di altri due gemelli prevista per ottobre.

## Filmografia parziale
- Tu Mast Kalandar, regia di (2001)
- Oh Kehri, regia di (2001)
- Silsiilay, regia di Khalid Mohamed (2005)
- Janasheen, regia di Feroz Khan (2003)
- Khel, regia di Yusuf Khan (2003)
- Suryam, regia di Samudra V. (2001)
- No Entry, regia di Anees Bazmee (2005)
- Jawani Diwani: A Youthful Joyride, regia di Manish Sharma (2006)
- Zinda, regia di Sanjay Gupta (2006)
- Apna Sapna Money Money, regia di Sangeeth Sivan (2006)
- Tom, Dick, and Harry, regia di Deepak Tijori (2006)
- Heyy Babyy, regia di Sajid Khan (2007)
- Red: The Dark Side, regia di Vikram Bhatt (2007)
- Shakalaka Boom Boom, regia di Suneel Darshan (2007)
- Heyy Babyy, regia di Sajid Khan (2007)
- Money Hai Toh Honey Hai, regia di Ganesh Acharya (2008)
- C Kkompany, regia di Sachin Yardi (2008)
- Golmaal Returns, regia di Rohit Shetty (2008)
- Love Has No Language, regia di Ken Khan (2008)
- Paying Guests, regia di Paritosh Painter (2009)
- Hello Darling, regia di Manoj Tiwari (2010)
- Accident on Hill Road, regia di Maehsh Najr (2011)
- Thank You, regia di Anees Bazmee (2011)
- Will You Marry Me, regia di Aditya Datt (2012)
- Run Bhola Run, regia di Neeraj Vora (2013)